# Churumuco (kommun)
Churumuco är en kommun i Mexiko.   Den ligger i delstaten Michoacán de Ocampo, i den södra delen av landet, 270 km väster om huvudstaden Mexico City.
Följande samhällen finns i Churumuco:
- Churumuco de Morelos
- El Pitiral
- Loma el Guayacán
- Las Pilas
- Los Cimientos
- La Candelaria
- Paso de Palmillas
- Melchor Ocampo
- El Platanar
- Ramírez del Varal
- La Noria
- Puerto de Ruedas
- El Ahuijote
- Santa Rosa
- Potrero de Corpus